# كاثي ستانفورد غرانت
كاثي ستانفورد غرانت (1 أغسطس 1921 – 27 مايو 2010) كانت واحدة من الشخصيات البارزة في مجال الرقص والبيلاتس في القرن العشرين.

## سيرتها
ولدت في 1 أغسطس 1921 في بوسطن، ماساتشوستس، وتوفيت في 27 مايو 2010. بدأت مسيرتها الفنية كراقصة في نيويورك بعد دراستها في معهد بوسطن للموسيقى. وبسبب التحديات المرتبطة بلون بشرتها، لم تكن تجربتها في برودواي سهلة في البداية، لكنها تمكنت من إثبات نفسها في النوادي الليلية في هارلم وأدوار مهمة في المسرحيات الموسيقية.

## رقص
حصلت جرانت على منحة دراسية لحضور معهد بوسطن للموسيقى ، حيث التحقت به من عام 1938 إلى عام 1946. بعد ذلك انتقلت جرانت إلى نيويورك للعمل كراقص. بسبب لونها لم يكن من السهل عليها العمل على برودواي كراقصة ولكنها بدأت في النوادي الليلية في هارلم بما في ذلك زنجبار ونادي إيبوني قبل أن تحصل لاحقًا على أدوار في إنتاجات برودواي. قامت جرانت بجولة في أوروبا والشرق الأوسط وأفريقيا وأمريكا الجنوبية مع كلود مارشانت من عام 1950 إلى عام 1954.

## بيلاتيس
في عام 1954، وبعد تعرضها لإصابة في ركبتها، بدأت جرانت تتعافى من خلال تعلم أسلوب بيلاتيس، وهو ما كان له تأثير كبير على حياتها المهنية. تحت إشراف جوزيف بيلاتيس، الذي طور هذه التقنية، أصبحت جرانت واحدة من الشخصين الوحيدين الذين حصلوا على شهادة لتدريس بيلاتيس بعد أن أكملت 2200 ساعة من التدريب.
بعد ذلك، أصبحت جرانت مدربة ومطورة في مجال البيلاتيس، وعملت في استوديوهات مختلفة، بما في ذلك استوديو هنري بيندل، وأيضًا في كلية تيش للفنون بجامعة نيويورك. بالإضافة إلى عملها في البيلاتيس، كانت جرانت أيضًا ناشطة في مجال الرقص ومسرح الرقص في هارلم، وأسهمت في العديد من المشاريع الثقافية والفنية.تعتبر كاثي ستانفورد جرانت واحدة من رواد بيلاتيس، وقد أثرت بشكل كبير على تطوير هذا المجال وتعليمه.
استخدمت جرانت هذه الخبرة وعمل مع كارولا ترير في استوديو البيلاتس الخاص بها قبل أن يصبح مديرًا لصالة البيلاتس في متجر هنري بيندل. ثم انضمت إلى هيئة التدريس في كلية تيش للفنون في جامعة نيويورك. كما سافر جرانت على نطاق واسع عبر الولايات المتحدة الأمريكية لتدريس رياضة البيلاتس.

## أعمال أخرى
بصرف النظر عن البيلاتس، كان جرانت مديرًا ومديرًا لشركة مسرح الرقص في هارلم ومديرًا لمركز كلارك للفنون المسرحية. كانت عضوًا في لجنة الرقص التابعة للصندوق الوطني للفنون.